# Vlag van Geraardsbergen
De vlag van Geraardsbergen werd door de gemeenteraad op 23 maart 1987 officieel vastgesteld als de gemeentelijke vlag van de Oost-Vlaamse gemeente Geraardsbergen. Op 26 mei 1987 werd hij door het Bestuur van Vlaanderen bevestigd en uiteindelijk gepubliceerd op 3 december 1987 in het officiële Belgisch Staatsblad.
Officieel wordt de vlag beschreven als:
Wit met een rood kalvariekruis op drie treden van hetzelfde, aan de broekzijde vergezeld van een geel schild met een zwarte dubbele adelaar en aan de vluchtzijde van een geel schild met een zwarte leeuw.
De vlag is volledig gebaseerd op het gemeentewapen en ziet er dus helemaal hetzelfde uit.

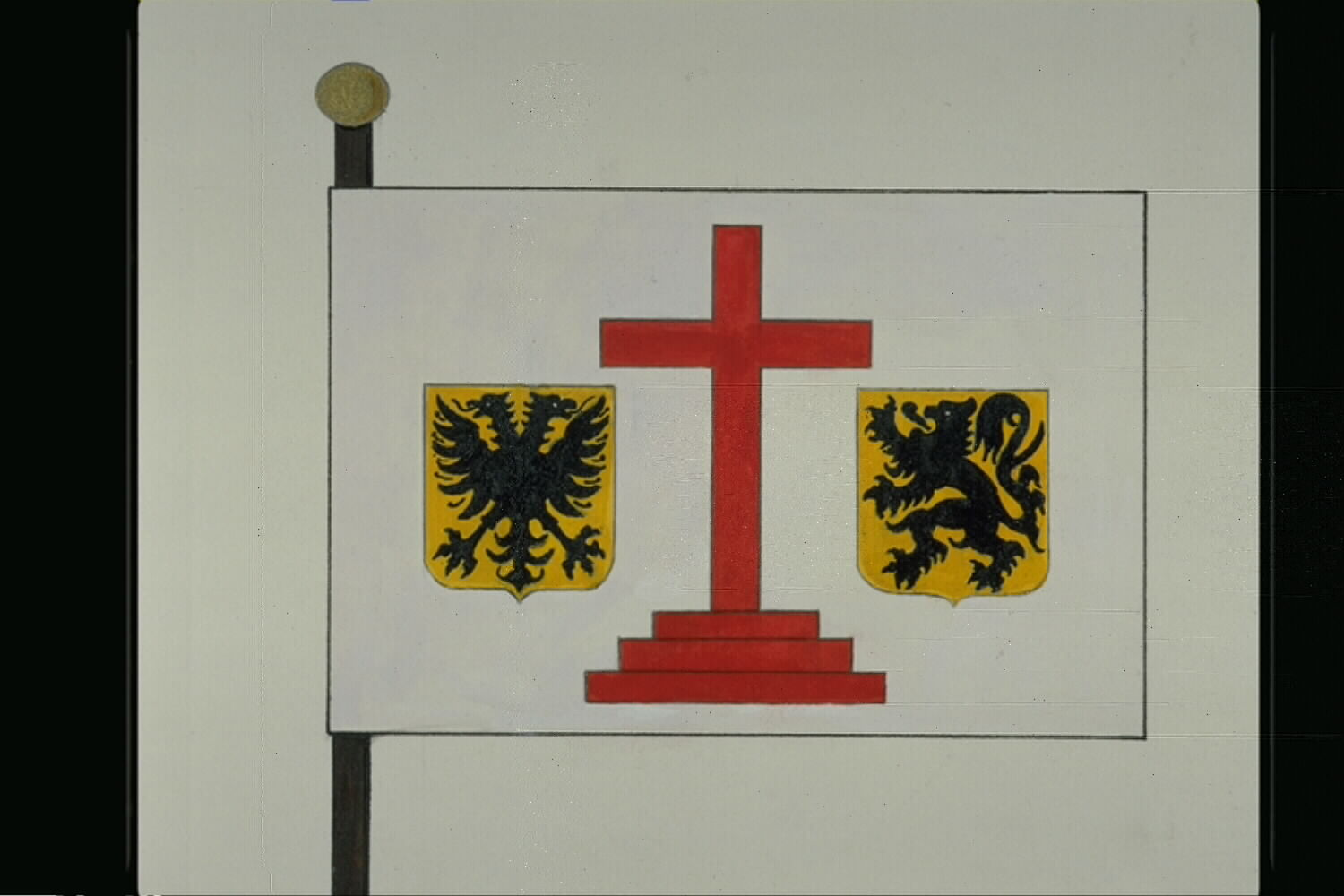
Officiële tekening van de vlag